# Troglohyphantes bornensis
Troglohyphantes bornensis là một loài nhện trong họ Linyphiidae.
Loài này thuộc chi Troglohyphantes. Troglohyphantes bornensis được miêu tả năm 2008 bởi Isaia & Pantini.